# Дом, где жил Змитрок Бядуля
Дом, в котором жил Змитрок Бядуля, — дом в Минске, расположенный по адресу Рабкоровская улица, 19.

## История
Построен в начале XX века, на металлической декоративной решетке над крыльцом значится дата: 1904 г. Располагался на бывшей Малой-Георгиевской улице (дом № 12) в Уборках. Здание использовалось во время Первой мировой войны (1915 г. ) как столовая для беженцев.
В 1916-1919 гг. В квартире правой половины дома жил белорусский писатель Змитрок Бядуля. В сентябре 1916 года Максим Богданович остановился здесь и жил до отъезда в Ялту в феврале 1917 года. В 1919 году в доме некоторое время жил писатель Зоська Верас. Здесь несколько раз бывал и А. Р. Червяков. Однако здание больше известно как дом, в котором жил Змитрок Бядуля. В 1957 году в честь его памяти на доме установлена мемориальная доска.
До 1985 года располагался на улице Толстого (14а). Позже его перенесли на улицу Рабкоровскую (дом 3, ныне дом 19), в 1987 году восстановлен. Сейчас здесь филиал музея М. Богданович Белорусский дом.

## Архитектура

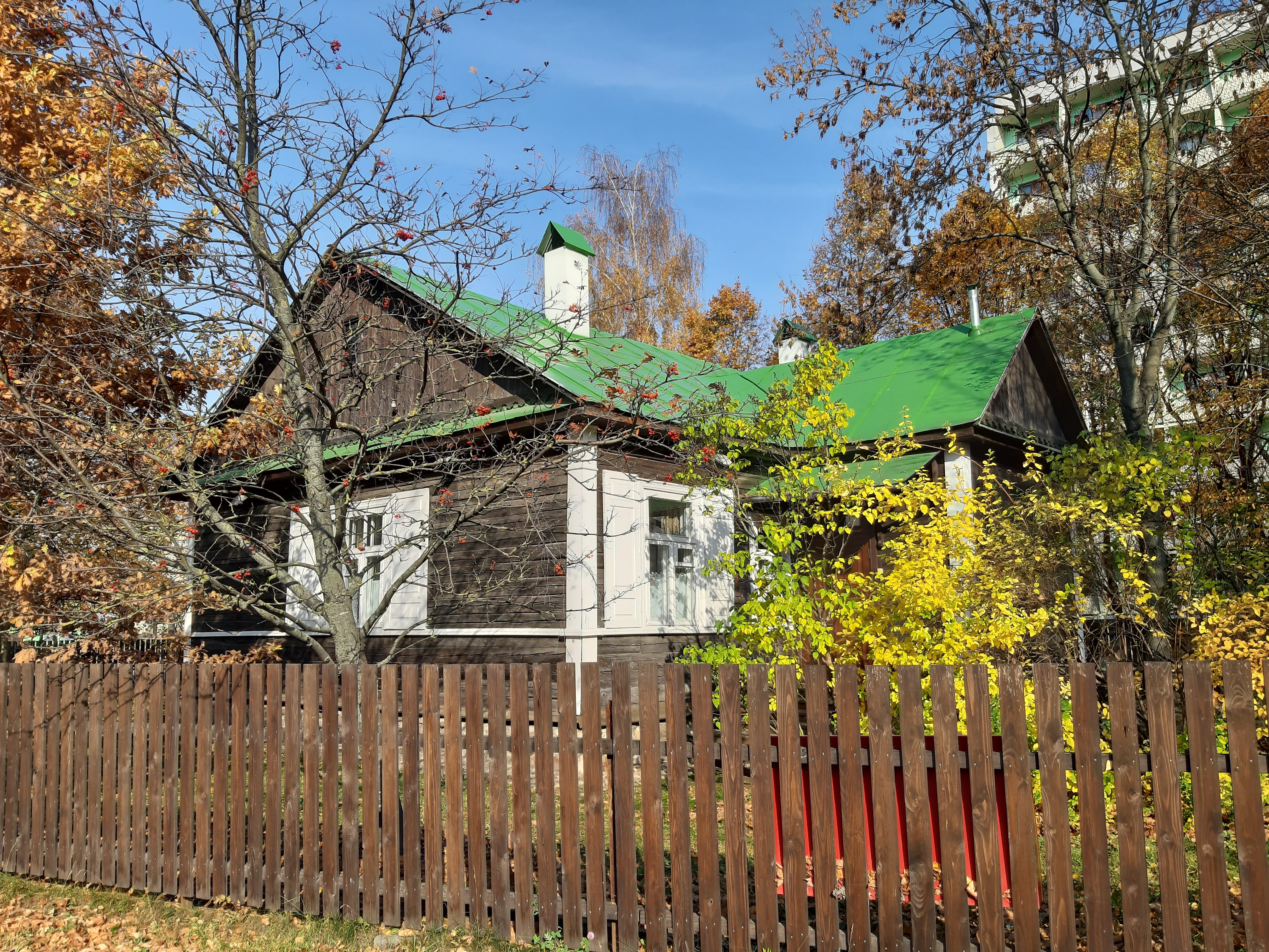
Дворовой фасад

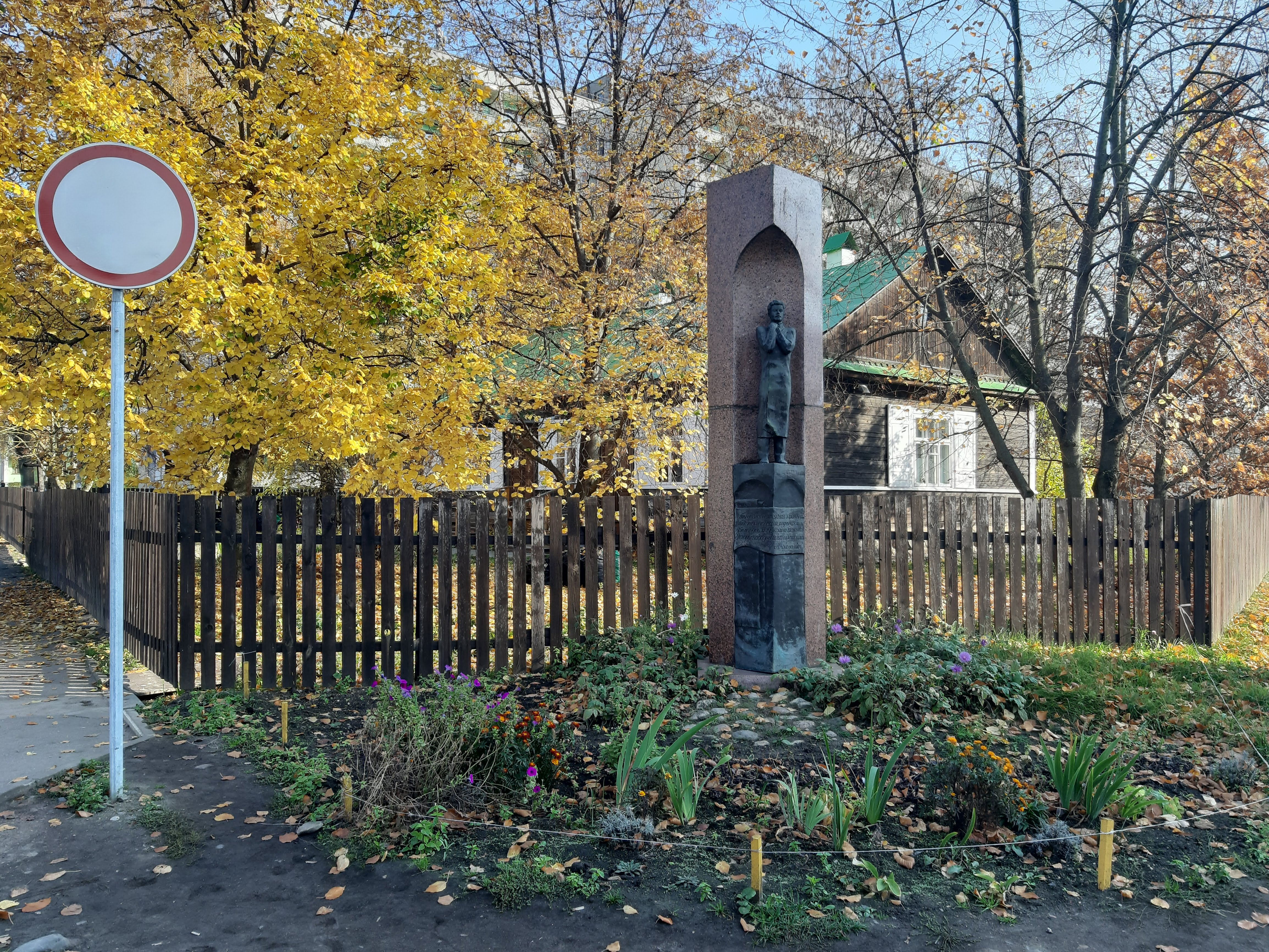
Памятный знак Максиму Богдановичу возле дома

Здание выполнено из двускатного бруса, уложенного в чистый угол (без остатка), на кирпичном фундаменте . Покрыт двускатной крышей . С 3-х сторон улицы два крыльца с фронтонными навесами на металлических консолях . 3 стороны двора - более поздняя бревенчатая пристройка. Несмотря на более поздние изменения, в доме сохранились основные планировочные черты, характерные для деревянной жилой застройки города начала века. Здание разделено на 2 половины: справа одна квартира, слева - две. Каждая половина имеет входы как с улицы, так и со двора фермы. В архитектуре здания использованы различные украшения на карнизах и щитах — фронтонах . Скошенные углы украшены в верхней части геометрической формой ромба . Окна бокового и дворового фасадов украшены ставнями . Металлические петли от ставней сохранились и на оконных наличниках уличного фасада. Внутри часть стен была оштукатурена и побелена, часть оклеена обоями.